# عدد اشمیت
عدد اشمیت (به انگلیسی: Schmidt number) یک عدد بدون بعد می‌باشد که بیانگر نسبت نفوذ مومنتوم (ویسکوزیته سینماتیکی) به نفوذپذیری جرمی می‌باشد. این عدد به افتخار مهندس آلمانی ارنست هاینریش ویلهلم اشمیت (به انگلیسی: Ernst Heinrich Wilhelm Schmidt) نامگذاری شده‌است.

## رابطه
{\displaystyle {\mathit {Sc}}={\frac {\nu }{D}}={\frac {\mu }{\rho D}}={\frac {\mbox{viscous diffusion rate}}{\mbox{molecular (mass) diffusion rate}}}}
که در این رابطه:
- {\displaystyle \nu } ویسکوزیته سینماتیک یا ({\displaystyle {\rho }\,}/{\displaystyle {\mu }}) در SI با واحد (m۲/s)
- {\displaystyle D} نفوذپذیری جرمی (m۲/s).
- {\displaystyle {\mu }} ویسکوزیته دینامیک سیال (Pa·s یا N·s/m² یا kg/m·s)
- {\displaystyle \rho \,} چگالی سیال (kg/m³).